# Denel Dynamics Bateleur
El Bateleur (llamado así por el águila volatinerar) es un prototipo de vehículo aéreo no tripulado (UAV) sudafricano diseñado y construido por Denel Dynamics (anteriormente Kentron). Ha sido diseñado como un UAV MALE (altitud media y gran autonomía), siendo su función principal la de vigilancia, con una capacidad secundaria de inteligencia de señales.
El desarrollo comenzó en 2003 como un proyecto totalmente interno y privado, que se desarrolla con fondos internos de la empresa. Se esperaba que el primer prototipo volara a principios de 2006, pero en 2010 esto aún no ha sucedido. El avión se incluyó en una solicitud de propuestas de la Fuerza Aérea Brasileña para vehículos aéreos no tripulados a principios de 2009, aunque en 2010 la competencia no ha concluido. La Fuerza de Defensa Nacional de Sudáfrica (SANDF) ha expresado interés en el sistema, pero solicitó en 2006 que se redujera el costo del sistema antes de poder considerar una adquisición. En 2008, la Fuerza Aérea Sudafricana anunció un proyecto, llamado Itambo , para adquirir un UAV MASCULINO en el período 2008-2012, y se presume que el Bateleur será el favorito.
Todo el avión está construido utilizando un sistema de construcción modular, lo que hace que las futuras adaptaciones del fuselaje para un mayor alcance o cargas útiles más grandes sean más simples de lo que serían posibles con un fuselaje rígido. También permite que la aeronave, una vez desmontada, quepa dentro de un contenedor de envío ISO de 6 m.
Es capaz de transportar una variedad de cargas útiles, con una masa de carga útil máxima de 200 kg (440 lb).
Inicialmente, las cargas útiles propuestas incluyen el sistema electroóptico (E/O) e infrarrojo (IR) Denel Optronics Argos-410 (con telémetro láser opcional), el sistema E/O e IR Denel Optronics Goshawk-350 (también con telémetro láser opcional), un designador láser, un sistema de localización de emisores Avitronics, equipos de inteligencia electrónica y/o un radar de apertura sintética.
Aunque actualmente tiene un "radio de acción" máximo de sólo 750 km (470 millas), se propuso un enlace de datos por satélite en banda Ku que permitirá al Bateleur ampliar su alcance a unos 3 500 km (2 175 millas), lo que lo convierte en Adecuado para misiones que requieren alcances más largos, como la patrulla marítima.
El Bateleur despega y aterriza de forma convencional, en pista, y tiene un tren de aterrizaje retráctil.
También es completamente autónomo, lo que le permite despegar, realizar su misión y aterrizar sin necesidad de control humano.